# Cheiloxena
Cheiloxena is een geslacht van kevers uit de familie bladkevers (Chrysomelidae).
De wetenschappelijke naam van het geslacht werd in 1860 gepubliceerd door Joseph Sugar Baly.

## Soorten
- Cheiloxena blackburni Reid, 1992
- Cheiloxena tuberosa Reid, 1992